# 塞克绍
塞克绍是德国巴登-符腾堡州的一个市镇。总面积16.30平方公里，总人口3261人，其中男性1593人，女性1668人（2011年12月31日），人口密度200人/平方公里。